# Fonte Áurea

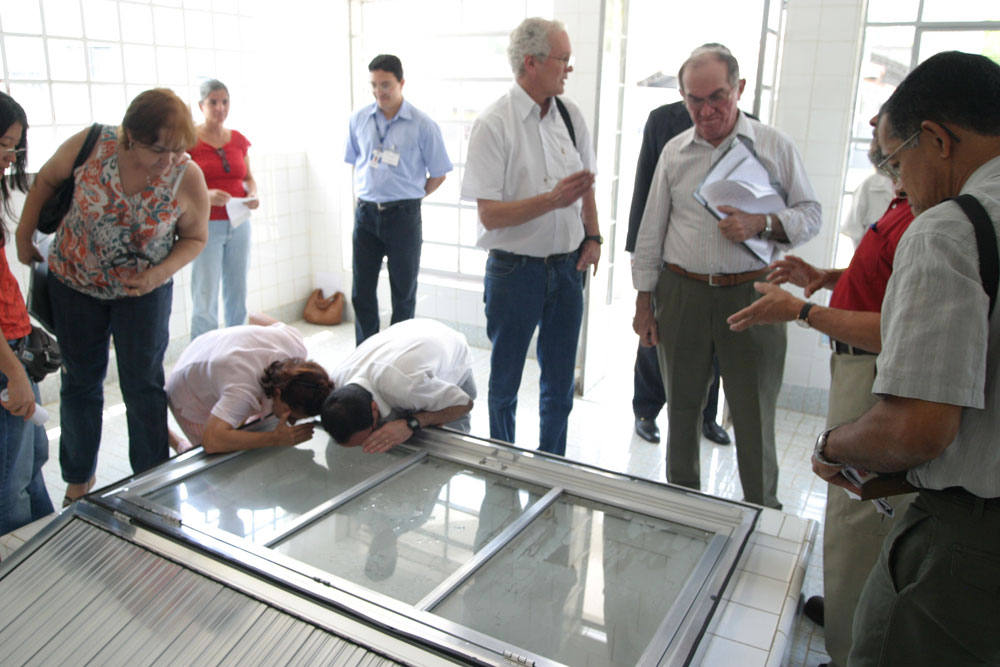
Geólogos e químicos, alunos de um curso da Companhia de Pesquisa de Recursos Minerais (regional do Rio de Janeiro), visitando a nascente da Fonte Áurea que é protegida por um vidro.

Fonte Áurea é uma nascente brasileira, localizada em Poá, de onde é retirada a água mineral comercializada, por concessão, pela União Federativa Espírita Paulista sob a marca Água Mineral Poá.

## História
O fundador da Fonte Áurea foi Caetano Mero, em 18 de abril de 1948. Oito anos mais tarde, ele doou a fonte para a União Federativa Espírita Paulista. A partir de 1962, a população já podia coletar água com vasilhames. A partir de 1968, o engarrafamento passou a ser feito em garrafões de 3 litros. O município de Poá passou a ser considerada estância hidromineral a partir de 20 de maio de 1970, quando a Assembleia Legislativa do Estado sancionou um projeto de lei. O então governador Egídio Martins oficializou Poá como estância hidromineral.

## Características
Em termos de radioatividade na fonte, a água extraída da Fonte Áurea é considerada a segunda melhor do Brasil, com 42 U.M, atrás apenas da Fonte Águas da Prata, que fica em Minas Gerais. Entretanto a água que brota da Fonte Águas da Prata não é engarrafada.

## Legislação
- Fonte Áurea: Lei Municipal 1969/88
- Elevação de Poá à estância hidromineral: Decreto-Lei Estadual nº 245, de 20 de maio de 1.970